# Dmitri Alexandrowitsch Tschudinow
Dmitri Alexandrowitsch Tschudinow (russisch Дмитрий Александрович Чудинов, englische Transkription Dmitry Aleksandrovich Chudinov; * 15. September 1986 in Bratsk, Oblast Irkutsk) ist ein russischer Profiboxer und ehemaliger Interimsweltmeister der WBA im Mittelgewicht.
Sein Bruder Fjodor Tschudinow (* 1987) ist ebenfalls Profiboxer und ehemaliger Weltmeister der WBA im Supermittelgewicht.

## Amateurkarriere
Tschudinow gehörte in seiner Jugend zu den weltbesten Amateurboxern. Er gewann 2003 die Kadetten-Europameisterschaften in Kaunas und die Kadetten-Weltmeisterschaften in Bukarest, sowie 2004 die Junioren-Weltmeisterschaften in Jeju und 2005 die Junioren-Europameisterschaften in Tallinn. Weiters erreichte er den zweiten Platz bei den Kadetten-Europameisterschaften 2001 in Liverpool und 2002 in Lwiw, sowie den ebenfalls zweiten Platz bei den Kadetten-Weltmeisterschaften 2002 in Kecskemét. Darüber hinaus ist er Russischer Kadettenmeister der Jahre 2001 und 2002.
In der Eliteklasse (Erwachsene) wurde er 2007 und 2008 Russischer Vizemeister, nachdem er jeweils in den Finalkämpfen gegen die Veteranen Matwei Korobow und Maxim Koptjakow ausgeschieden war. 2008 gewann er zudem eine Bronzemedaille beim Weltcup in Moskau.

## Profikarriere
Im Juli 2009 gab er in Reno, Nevada, USA sein Profidebüt und besiegte Otis Chennault in der ersten Runde. In seiner folgenden Aufbauphase kämpfte er in den USA, Russland und England, wobei er unter anderem Milton Núñez, Jorge Navarro und Grady Brewer schlagen konnte. Im Dezember 2013 boxte er in Moskau um die interime Weltmeisterschaft der WBA und besiegte dabei den Kolumbianer Juan Novoa vorzeitig. Im Juni 2014 folgte ein einstimmiger Punktesieg gegen den ungeschlagenen Dänen Patrick Nielsen.
Im August 2014 besiegte er den Franzosen Mehdi Bouadla durch K. o. in der dritten Runde. Seinen nächsten Kampf bestritt er am 28. Februar 2015 in London gegen Chris Eubank junior, unterlag dabei jedoch durch t.K.o. in der zwölften Runde. Im Dezember 2015 schlug er den Deutschen Benjamin Simon vorzeitig.
Im Januar 2018 unterlag er nach Punkten gegen Lolenga Mock und im Mai 2018 nach Punkten gegen Azizbek Abdugufaron. Eine weitere Niederlage folgte im November 2018 gegen Patrick Mendy. 2019 verlor er jeweils vorzeitig gegen Robert Parzeczewski und Louis Toutin.